# Maximiliano Hernández
Maximiliano Hernández (Brooklyn, 12 de setembro de 1973) é um ator norte-americano. Ele é mais conhecido por interpretar Agente Jasper Sitwell no Universo Cinematográfico Marvel e agente do FBI Chris Amador na primeira temporada de The Americans.

## Filmografia

### Filmes
| Ano  | Título                              | Papel                 | Notas          |
| ---- | ----------------------------------- | --------------------- | -------------- |
| 1999 | Raw Nerve                           | Cross                 |                |
| 2000 | The Yards                           | Bartender             |                |
| 2006 | Mentor                              | Club Rat              |                |
| 2008 | Pride and Glory                     | Carlos Bragon         |                |
| 2009 | Hotel for Dogs                      | Oficial Mike          |                |
| 2011 | Thor                                | Agente Jasper Sitwell |                |
| 2011 | Warrior                             | Colt Boyd             |                |
| 2011 | O O Consultor                       | Agente Jasper Sitwell | Curta-metragem |
| 2012 | Os Vingadores                       | Agente Jasper Sitwell |                |
| 2012 | Item 47                             | Agente Jasper Sitwell | Curta-metragem |
| 2012 | NoiTroba                            | Victor                | Curta-metragem |
| 2014 | Imperial Dreams                     | Det. Hernandez        |                |
| 2014 | Captain America: The Winter Soldier | Agente Jasper Sitwell |                |
| 2015 | Sicario                             | Silvio                |                |

### Televisão
| Ano       | Título                       | Papel                 | Notas            |
| --------- | ---------------------------- | --------------------- | ---------------- |
| 1997      | Law & Order                  | Leo Ramos             | 1 episódio       |
| 1999      | Law & Order                  | Victor Sabo           | 1 episódio       |
| 2004      | Law & Order: Criminal Intent | Nunez                 | 1 episódio       |
| 2005      | Law & Order                  | Teofllo               | 1 episódio       |
| 2006      | Law & Order: Trial by Jury   | Oficial Miguel Montez | 1 episódio       |
| 2006      | Conviction                   | Bernard Acosia        | 1 episódio       |
| 2006      | The Nine                     | Carlos Vega           | 1 episódio       |
| 2006      | Shark                        | Freddie Hopper        | 1 episódio       |
| 2007      | Numb3rs                      | Rico                  | 1 episódio       |
| 2007      | K-Ville                      | Billy "K-9" Faust     | 1 episódio       |
| 2009      | 24                           | Donnie Fox            | 2 episódios      |
| 2009      | Southland                    | Antonio               | 1 episódio       |
| 2010      | Terriers                     | Ray                   | 2 episódios      |
| 2011      | The Closer                   | Raymond Aguirre       | 1 episódio       |
| 2011–2012 | Ringer                       | Detetive Towers       | 5 episódios      |
| 2013      | The Americans                | Chris Amador          | 9 episódios      |
| 2013–2014 | Agents of S.H.I.E.L.D.       | Agente Jasper Sitwell | 3 episódios      |
| 2014-2016 | The Last Ship                | Corpsman "Doc" Rios   | Papel Recorrente |
| 2014      | The Walking Dead             | Bob Lamson            | 2 episódios      |
| 2015      | Hand of God                  | Toby Clay             |                  |